# いぎりす
いぎりすとは、長崎県島原地方や熊本県天草地方等に伝わる郷土料理。名称の由来は原材料の海藻「イギス」がなまったものとされている。いぎす豆腐、おきゅうとなどと同系統の食品である。

## 概要
乾燥させたイギス（紅藻類の海藻）を、米のぬか汁や大豆のゆで汁等を用いて煮溶かし、人参や魚、あるいはピーナッツなどの具を練りこみ、羊羹状に固めたもの。イギス自体には味がなく、具材によって味が決まる。
いぎりすのルーツは、四国の今治地方に伝わるいぎす豆腐とされ、島原の乱で人口が激減した島原を復興させるため、江戸幕府が行った大規模な移住政策に伴い、四国地方の文化が流入した影響と考えられている。

## 作り方
- 人参・きくらげは千切り、豆腐は1cmくらいのさいの目に切る。ピーナッツは炒って砕く。サバは骨を除いて、ざく切りにする。
- 鍋に油を入れ、鯖を炒めて火が通ったら、人参・きくらげ・豆腐の順で炒め調味する（2）
- イギスはゴミを取り除き、軽くもみ出した米糠汁で洗う（3）
- 米糠汁と（3）を鍋に入れて火にかける。加熱に従って糊状になる。焦げないように弱火で15分位練る（4）
- （2）と（4）とピーナッツを加えて練り、味を整えて、冷やし固める。適当な大きさに切って盛り付ける。